# کوچ پنجره‌ها
کوچ پنجره‌ها (به عربی: ابجدیة الیاسمین) ترجمهٔ فارسی آخرین دست نوشته‌های نزار قبانی شاعر اهل سوریه است.
این کتاب در ۲۶۰ صفحه و به صورت دو زبانه (فارسی-عربی) توسط انتشارات آوای خاور به چاپ رسید.
ایبنا (خبرگزاری کتاب ایران) خبر انتشار این کتاب را با عنوان: «پنجره‌های دمشق الهام‌بخش اشعار نزار قبانی» منتشر ساخت و افزود: در صفحات پایانی این کتاب «خاطرات روزانه پنجره‌های دمشق» از نویسنده نیز ترجمه شده و از علاقه و عشق قبانی به دمشق می‌گوید و اینکه این عشق را از پنجره‌های دمشق فراگرفته است.

## توضیحات کتاب
کتاب ابجدیة الیاسمین در سال ۲۰۰۸ و در بیروت توسط فرزندان نزار قبانی منتشر شد. از ویژگیهای این کتاب می‌توان دست نوشته بودن آن به شکل کاملاً طبیعی را نام برد. کوچ پنجره‌ها در واقع ترجمه کتابی است است حاوی اشعار و نوشته‌های: عاشقانه، انتقادی و انقلابی که در واپسین روزهای عمر نزار قبانی و بعضاً در بیمارستان سان توماس لندن به رشتهٔ تحریر درآمده است.

## فرازهایی از کتاب
عاشقانه:
بین برگه‌های من و دستهای تو
تاریخ تمدنی است طولانی..
هر گاه انگشتانم را دقیقه ای
در کف دستان تو رها کردم
درخت خرما رویید
(ص: ۷۸)
انتقادی:
عرب بودن را در تاریکی خنجر زدند
وقتی آنها در میان یهودیانند… یهودی اند.
جهان عرب تباه ساخت.
شعرش را
شعورش را
و نویسنده عرب
در بین حروفش گم شده است
(ص: ۹۶ و ۹۷)
انقلابی:
ما نیازی به یک میلیون خروس نداریم
بلکه نیازمند به یک میلیون انقلابی هستیم
هر قرن یک شاعر در زمین ظهور می‌کند
که شعرش را مثل سیگار نمی‌فروشد
(ص:۲۲۶)

## مراسم معرفی کتاب
به گزارش روابط عمومی اداره کل کتابخانه‌های عمومی استان تهران؛ دومین جلسه همنشینی با شاعران و نویسندگان با محوریت معرفی کتاب «کوچ پنجره‌ها» نوشته نزار قبانی، ترجمه حمید رحمانی در کتابخانه عمومی پانزده خرداد شهرستان پیشوا برگزار شد.

## کوچ پنجره‌ها در دانشگاه تهران
کتاب کوچ پنجره‌ها در کتابخانه دانشگاه تهران

## دربارهٔ مترجم

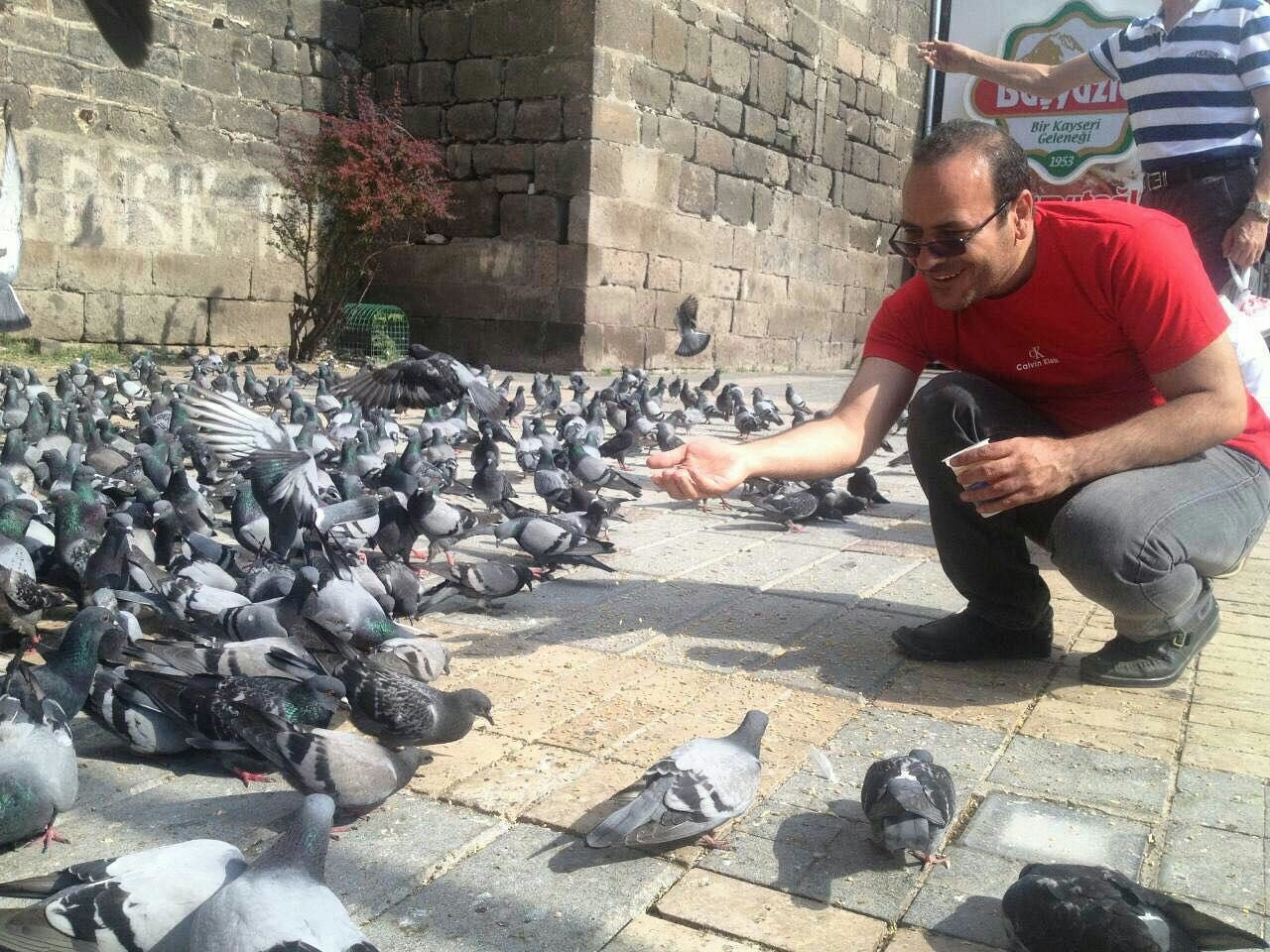

حمید رحمانی وکیل و عضو کانون وکلای دادگستری مرکز با شماره پروانه ۳۷۴۹۸ ، نویسنده، مترجم و شاعر متولد سال ۱۳۵۷ در شهرستان ورامین می‌باشد. وی از سال ۱۳۸۰ مدرس حقوق، سبک زندگی و ادبیات عرب بوده است و کتاب خویشتن من و مجموعه قواعد عربی حاصل تجربه این روزهاست که توسط انتشارات ارشدان و آوای خاور به چاپ رسیده‌اند.
یک سال پس از انتشار کتاب کوچ پنجره‌ها و در مهرماه ۱۳۹۸، کتاب مهربانوی آدم‌برفی در سالروز تولد او توسط انتشارات آموزشی تألیفی ارشدان منتشر گردید.

پس از آن در زمستان سال ۱۳۹۸ کتاب دیگری از او با عنوان لطفاً بعد از خواندن مرا جای بگذارید توسط انتشارات سخنوران منتشر شد که مجموعهٔ داستان کوتاه است و در واقع بیانگر فرهنگ کتاب‌خوانی و ترویج جای‌گذاشتن کتاب در اماکن عمومی در یکی از داستان‌های کتاب می‌باشد.

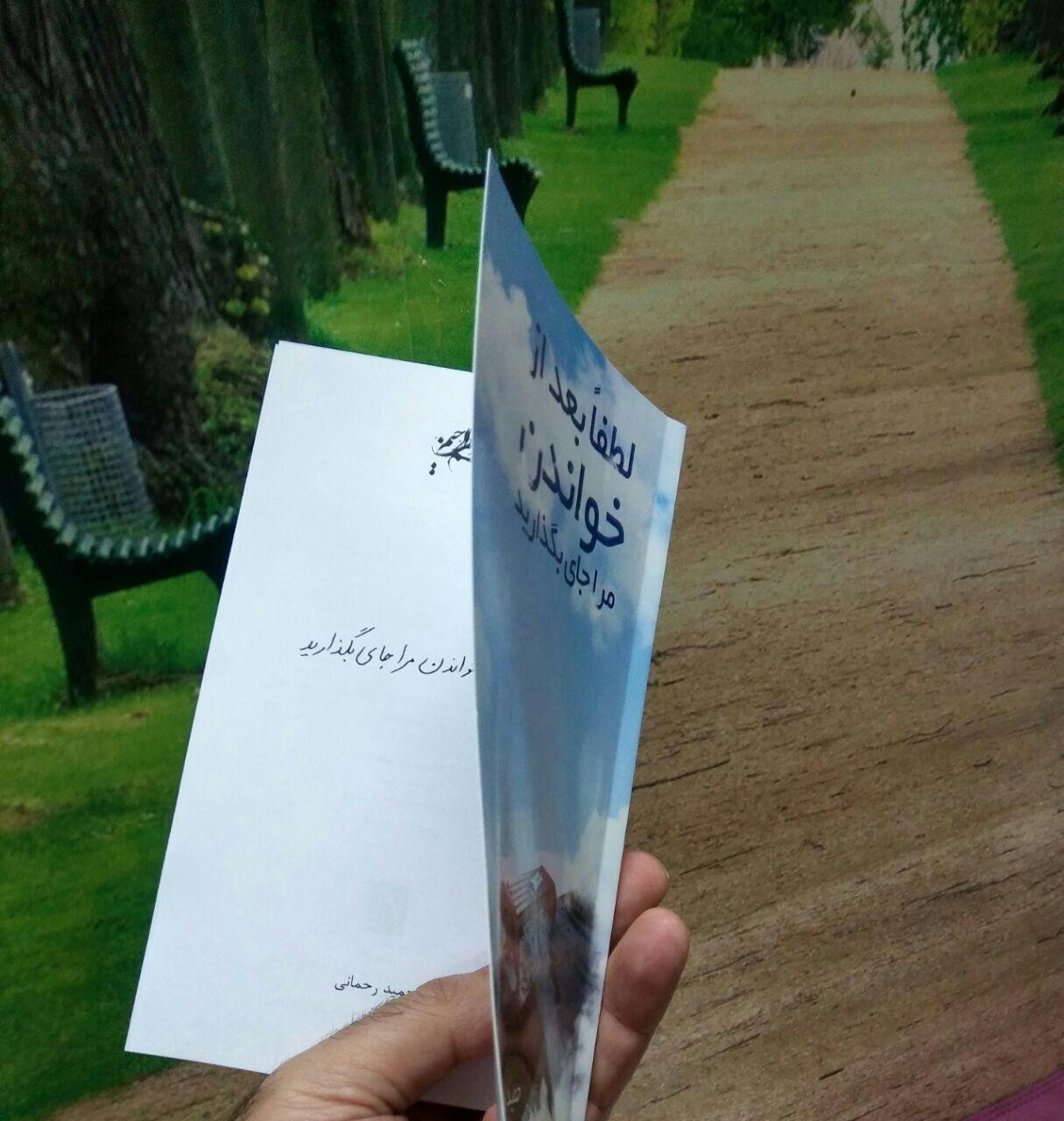
لطفا بعد از خواندن مرا جای بگذارید

رمان خویشتن من با موضوع خودشناسی نیز در سال ۱۳۹۹ از او منتشر گردید.

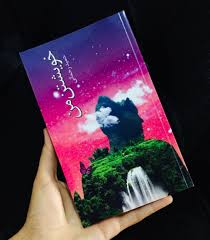
رمان خویشتن من

هر کس درون خود لیلایی دارد که مجنونِ اوست. اگر همان لیلا را در بیرون بیابد یا بسازد که خوشبخت‌ترین است وگرنه که با همسرش زندگی می‌کند و با لیلایش تنهاست.
«خویشتن من/صفحه:۵۳»
همچنین وی به همراه یاسین و ابوالفضل رحمانی پایه‌گذار جنبش ۱۵ دقیقه مطالعه در روز می‌باشد که در بیست و نهمین نمایشگاه بین‌المللی کتاب تهران رونمایی شد.

### نمونه اشعار
- مهربانو

"تو را به اندازهٔ
تمام ظلمهایی که در طول تاریخ
به زنان شده دوست می‌دارم…
دوستت دارمی که
در هیچ لغتنامه ای نیامده است…"
(برگرفته از کتاب مهربانوی آدم‌برفی، صفحه ۵)
- شهر عاشقان

"شهری که مردمش عاشقند
پرندگانش بر دستانت می‌نشینند
حال می‌فهمم
چرا کودکان شهر من
به پرندگان سنگ می‌زنند…"
- بی محابا محبت کن

"نترس…!
بی محابا محبت کن
زندگی
فاصله تابش خورشید تیرماه
بر کالبد آدم‌برفی ست.."

## متن پشت جلد
متن مترجم دربارهٔ نزار قبانی:
نزاز قبانی با اصالت سوری
عاشقی بود انقلابی
سیاستمداری شاعر…
سیاست ورزید و عاشق شد…
شعر گفت و انقلاب به پا کرد
عشق را به زن هدیه داد و حقارت را از او دور کرد…
از عشق گفت و گفت تا خنجر خشونت نرم شد…
فریاد کرد
درد انسان بودن را
دشواری زن بودن را
زخم فرهنگ را…
عشق ورزید و درد را نوشت…
تا آنجا که به درد او تعظیم کرد
ملت… عشق… فرهنگ و سیاست…